# Васил Киров (юрист)
Вижте пояснителната страница за други личности с името Васил Киров.
Васил Цветанов Киров е български юрист.
Директор на Агенцията за финансово разузнаване. Член на Правителствената комисия срещу корупцията. Заместник-председател и председател на Комитета по мерките срещу изпирането на пари на Съвета на Европа, Страсбург, Франция. Заместник-председател на Съвета на директорите на Националния оперативно.информационен център по наркотиците.
Роден е на 2 август 1963 г. в гр. Перник. Завършва Юридическия факултет на СУ „Св. Климент Охридски“ през 1987 г. Доктор по право. Специализирал е в Баварската криминална служба и във финансово-разузнавателната служба на САЩ FinCEN.
До 1998 г. е работил като адвокат и в банковия сектор. В Агенцията за финансово разузнаване (АФР) работи от създаването ѝ през 1998 г. През март 2002 г. е назначен за директор на АФР, а на 2 септември 2003 г. е избран за говорител на правителствената Комисия за координация на борбата с корупцията, ръководена от правосъдния министър Антон Станков. Член е на Правителствената комисия за превенция и противодействие на корупцията и на Съвета за координация на борбата с правонарушенията, засягащи финансовите интереси на Европейските общности (AFCOS).
На 12 декември 2003 г. д-р Васил Киров е избран за заместник-председател на Комитета по мерките срещу изпирането на пари на Съвета на Европа в Страсбург (MONEYVAL). Кандидатурата му е издигната от делегациите на Словения, Сърбия и Черна гора, Словакия и Молдова. Мандатът на поста е 2-годишен, а Комитетът е признат за най-авторитетния международен орган на Стария континент, оценяващ мерките, които страните-членки вземат за противодействие срещу изпирането на пари и финансирането на тероризма. На 3 февруари 2006 г. на заседанието на комитета в Страсбург д-р Киров е избран единодушно за председател на MONEYVAL и отново е преизбран през 2008 г.
Васил Киров, доктор по право, е доцент, преподаващ дисциплините „Конституционно право на Република България“ и „Европейски конституционализъм“ в СУ „Св. Климент Охридски“. Автор е на 2 монографии.
Владее английски и руски език. Семеен е. Съпругата му е прокурор. Имат дъщеря.